# دونالد کرام
دونالد جیمز کرام (به انگلیسی: Donald James Cram) ‏(۲۲ آوریل ۱۹۱۹ - ۱۷ ژوئن ۲۰۰۱) شیمیدان آمریکایی بود که در سال ۱۹۸۷ جایزه نوبل شیمی «به خاطر توسعه و استفاده از مولکولهایی با تعاملات گزینشی تحت ساختاری»
به او اهدا شد.